# Aorotrema pontogenes
Aorotrema pontogenes är en snäckart som först beskrevs av Jeanne Sanderson Schwengel och McGinty 1942.  Aorotrema pontogenes ingår i släktet Aorotrema och familjen Vitrinellidae. Inga underarter finns listade i Catalogue of Life.